# Rikard Bergh
Rikard Bergh (Örebro, 14 giugno 1966) è un ex tennista svedese.

## Carriera
In carriera ha vinto 6 tornei di doppio. Nei tornei del Grande Slam ha ottenuto il suo miglior risultato raggiungendo le semifinali di doppio a Wimbledon nel 1993, in coppia con il sudafricano Byron Talbot.
In Coppa Davis ha disputato una sola partita, ottenendo nell'occasione una vittoria.

## Statistiche

### Doppio

#### Vittorie (6)
| Numero | Anno | Torneo                                         | Superficie  | Compagno         | Avversari in finale                 | Punteggio     |
| 1.     | 1988 | Athens Open, Atene                             | Terra rossa | Per Henricsson   | Pablo Arraya Karel Nováček          | 6–4, 7–5      |
| 2.     | 1990 | Swedish Open, Båstad                           | Terra rossa | Ronnie Båthman   | Jan Gunnarsson Udo Riglewski        | 6-1, 6-4      |
| 3.     | 1991 | ATP Nizza, Nizza                               | Terra rossa | Jan Gunnarsson   | Vojtěch Flégl Nicklas Utgren        | 6-4, 4-6, 6-3 |
| 4.     | 1991 | Swedish Open, Båstad                           | Terra rossa | Ronnie Båthman   | Magnus Gustafsson Anders Järryd     | 6-4, 6-4      |
| 5.     | 1993 | U.S. Men's Clay Court Championships, Charlotte | Terra rossa | Trevor Kronemann | Javier Frana Leonardo Lavalle       | 6-1, 6-2      |
| 6.     | 1994 | Madrid Tennis Grand Prix, Madrid               | Terra rossa | Menno Oosting    | Jean-Philippe Fleurian Jakob Hlasek | 6-3, 6-4      |